# South Western Football League
The South Western Football League var en engelsk fotbollsliga med klubbar från Cornwall och västra delarna av Devon. Den fanns mellan 1951 och 2007 och hade bara en division som låg på nivå 11 i det engelska ligasystemet. Mästarklubben kunde ansöka om uppflyttning till Western Football League. Detta hände inte så ofta då klubbarnas ekonomi oftast inte klarade de ökade resekostnaderna det innebar.
Ligan slogs sig samman med Devon County Football League och bildade 2007 en ny liga med namnet South West Peninsula League.